# Jamie Uys
Jacobus Johannes Uys, dit Jamie Uys, est un réalisateur, scénariste et acteur sud-africain, issu de la communauté afrikaner, né le 30 mai 1921 à Boksburg et mort le 29 janvier 1996 à Johannesbourg. 

## Biographie
Il réalise son premier film Daar doer in die bosveld (En pleine brousse) en 1951 à partir de capitaux d'entreprises privées. 
Il réalise 24 films tout au long de sa carrière, principalement des comédies ou des films animaliers. Il est lui-même souvent interprète dans ses films. 
Le film Les dieux sont tombés sur la tête en 1980 avec Sandra Prinsloo le consacre au niveau international. Il réalise également une suite, Les dieux sont tombés sur la tête 2, qui sort en 1989.
Il meurt d'une attaque cardiaque en 1996.

## Filmographie

### Réalisateur, scénariste et acteur
- 1951 : Daar doer in die bosveld, comédie en 16 mm avec Jamie Uys et Hettie Uys. Plusieurs scènes comiques de ce film seront reprises et complétées en 1980 par Uys dans Les dieux sont tombés sur la tête.
- 1952 : Fifty-Fifty (50/50, Vyftig/Fifty ou Fifty-Fifty), comédie avec Jamie Uys, Tromp Terre'blanche et Hettie Uys[1]
- 1954 : Daar doer in die stad, comédie dramatique avec Jamie Uys, Hettie Uys, Marietjie Uys (sa fille), Jurg du Preez, Louis Pienaar et Elize Loubser[2].
- 1954 : Geld Soos Bossies, comédie en noir et blanc avec Jamie Uys, Jok Uys (son frère) et Johan du Plooy
- 1958 : Die bosvelder (remake en 35 mm de Daar Doer in die Bosveld), comédie avec Jamie Uys et Hettie Uys[3].
- 1960 : Rip van Wyk, comédie fantastique en noir et blanc produite par Emil Nofal, avec Jamie Uys, Gert van den Bergh, Wyona Cheyney, Douglas Fuchs, Pieter Hauptfleisch et Johan du Plooy, évoquant le passage de la vie rurale à la vie moderne et urbaine[4].
- 1961 : Doodkry is Min, drame historique consacré aux origines et au développement de la langue afrikaans avec Jan Bruyns, Douglas Fuchs, Sann de Lange, Emsie Botha et Pieter Hauptfleisch[5]
- 1961 : Hans en die Rooinek : comédie avec Jamie Uys, Bob Courtney, Wynona Cheyney et Emsie Botha, consacrée à l'antagonisme linguistique entre l'afrikaans et l'anglais via la rivalité entre deux Sud-Africains, l'un de langue maternelle anglaise (M. Sydney Spring) et l'autre de langue maternelle afrikaans (M. Hans Botha). Le film reprend et complète le scénario de Fifty-Fifty
- 1962 : Lord Oom Piet, comédie avec Jamie Uys, Bob Courtney, Madeleine Usher et Tromp Terréblanche, consacrée à l'opposition politique et culturelle virulente, dans le contexte d'une élection législative partielle, entre l'Afrikaner Piet Kromhout, candidat du parti national et l'Anglo-Sud-Africain David Willoughby, candidat du Parti uni, alors que leurs enfants entretiennent une idylle cachée et que Kromhout hérite, à son grand étonnement, d'un titre nobiliaire britannique dont il cherche à se débarrasser.
- 1965 : All the way to Paris, avec Jamie Uys, Bob Courtney et Reinet Maasdorp. Premier film sud-africain réalisé à l'étranger (Grèce, Yougoslavie, Autriche, Suisse, Liechtenstein, Italie et France)[6],[7]. Le film fut aussi distribué en 1967 sous le titre After You, Comrade.
- 1967 : Die professor en die Prikkelpop (Le professeur et la Reine de beauté), comédie avec Jamie Uys et Reinet Maasdorp[8].
- 1971 : Lost in the Desert (ou Dirkie) avec Jamie Uys, (son fils) Wynand Uys, et Pieter Hauptfleisch[9].
- 1979 : Les dieux sont tombés sur la tête (The Gods Must Be Crazy), grand prix du festival de la comédie de Vevey, Prix du film le plus populaire à Montréal ; Grand prix et prix du public à Chamrousse. Les personnages correspondant à Andrew Steyn et à Kate Thompson étaient joués par Jamie Uys et son épouse dans le film Daar Doer in die Bosveld (1951), réalisé par Uys. La narration concernant ces deux personnages, leurs profils psychologiques ainsi que plusieurs gags sont identiques ou similaires dans les deux films[10].

### Réalisateur et scénariste
- 1965 : Dingaka le sorcier, avec Stanley Baker, Juliet Prowse, Ken Gampu, Alfred Jabulani et Bob Courtney.
- 1969 : We Are Marching to Pretoria, court-métrage documentaire (19 minutes) produit par Jamie Uys avec Paddy O'Byrne
- 1974 : Animals Are Beautiful People (Kalahari), grand prix du meilleur documentaire de la presse étrangère à Hollywood
- 1989 : Les dieux sont tombés sur la tête 2 (The Gods Must Be Crazy II)

### Réalisateur et monteur
- 1976 : Dieu me savonne (Funny People), premier film sud-africain de caméra cachée[11], présenté par Joe Stewardson
- 1983 : Les anges se fendent la gueule (Funny People II), film de caméra cachée

### Acteur
- 1956 : Paul Kruger, réalisé par Werner Grünbauer avec James Norval, Wena Naudé, Siegfried Mynhardt et Jamie Uys
- 1961 : Les Diables du Sud, réalisé par Ken Annakin, co-produit par Jamie Uys, avec Richard Todd et Jamie Uys

### Producteur
- 1965 : Debbie, film réalisé par Elmo de Witt avec Suzanne van Oudtshoorn et Gert van den Bergh